# جورج دو لا تور

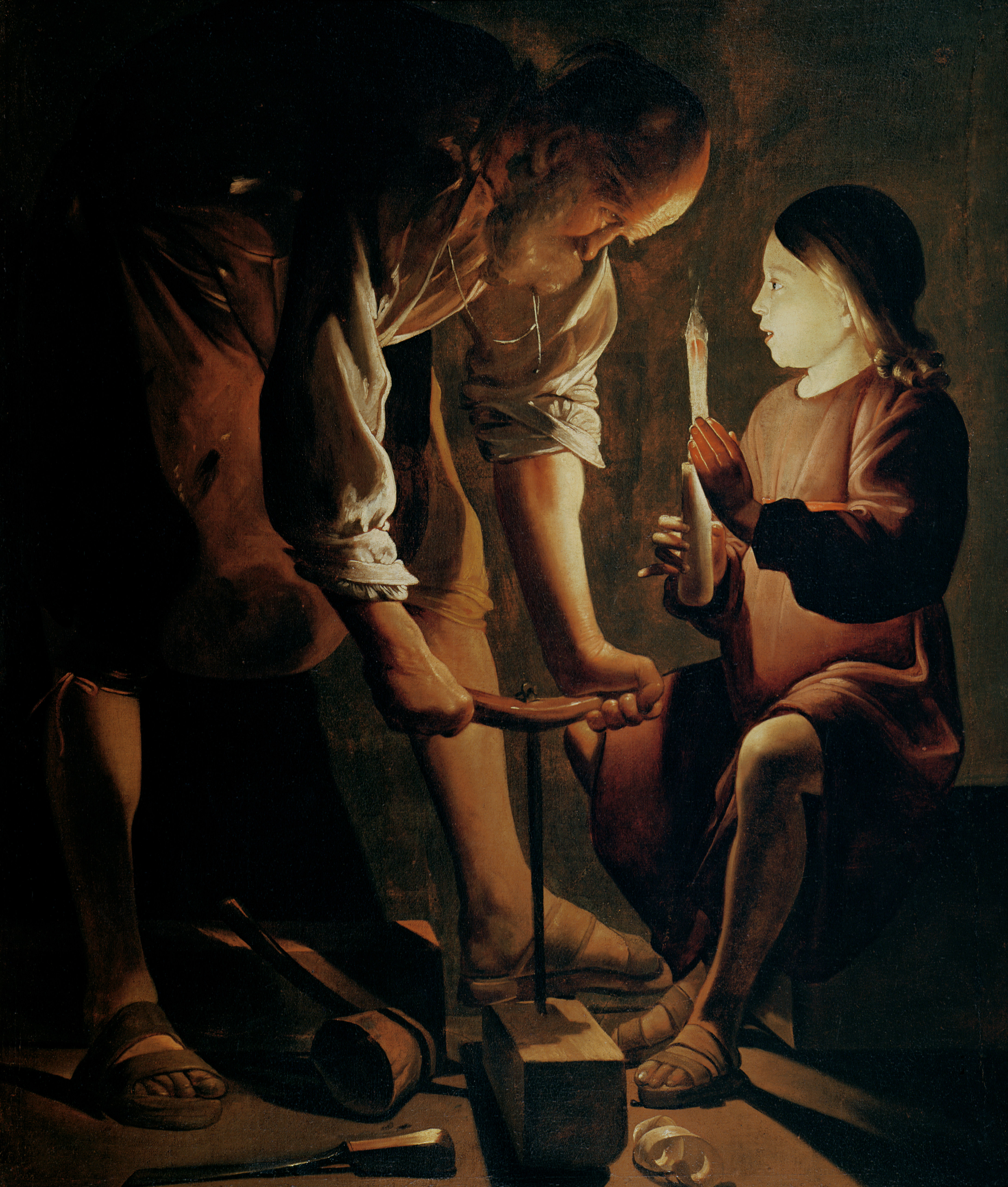
لوحة يوسف النجار، (1642) متحف اللوفر.

جورج دي لاتور (بالفرنسية: Georges de La Tour)‏ء (1593-1652م) هو مصور فرنسي.
أمضى معظم حياته العملية في دوقية لورين، قبل انضمامها لفرنسا ما بين 1641 و1648، يعتبر من أعلام النزعة القتاميّة أو ما يعرف بمصطلح الكياروسكورو.
استخدم الألوان الجريئة وانعكاسات النور مع الأشكال القوية المبسطة، كما يبدو في لوحة «تربية العذراء» بمجموعة فريك بنيويورك. كان مصوراً لبلاط الملك لويس 13، نسي فترة طويلة، ونسبت أعماله لغيره إلى أن كشفت الحقيقة في القرن العشرين.

## حياته الخاصة

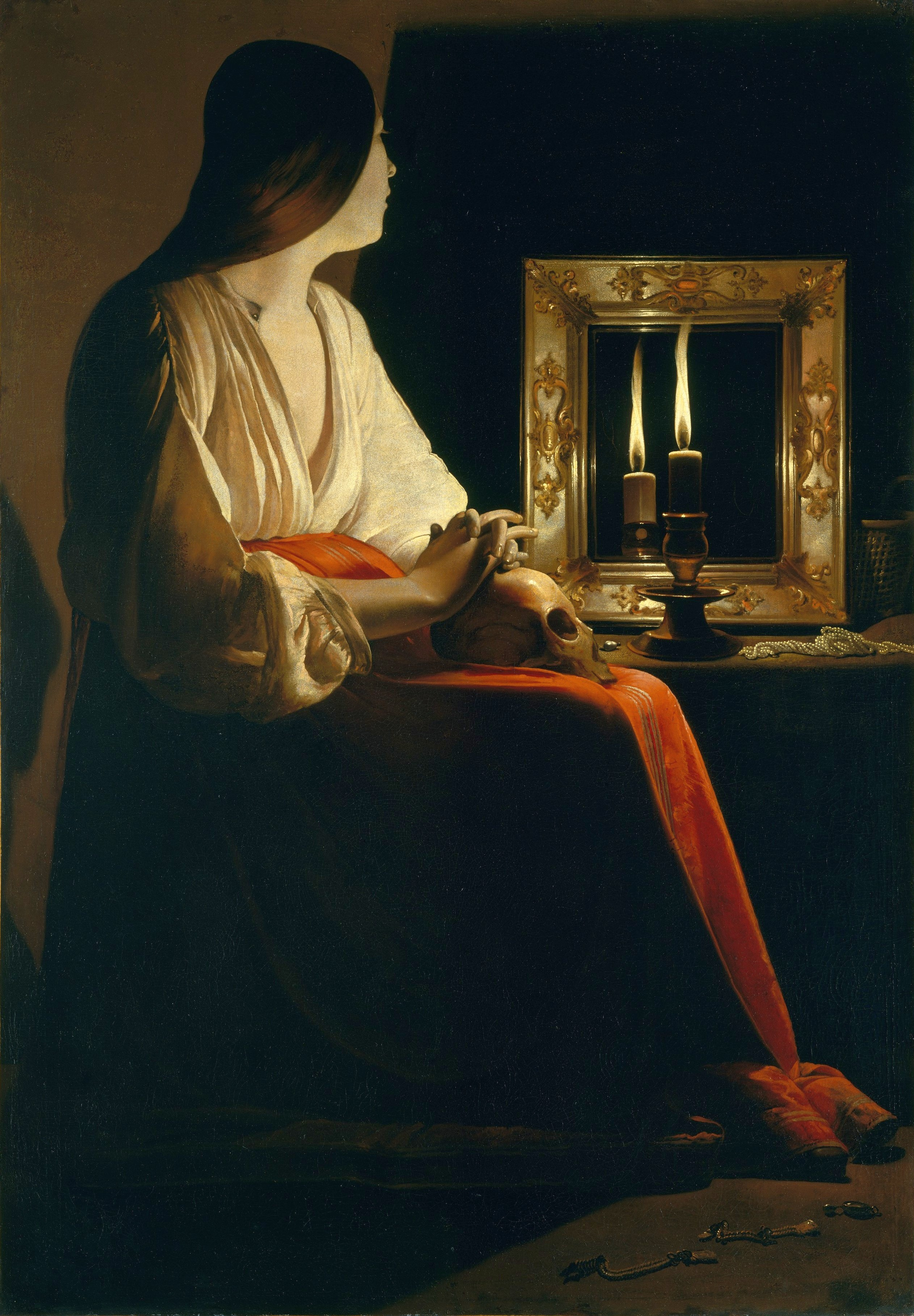
مريم المجدلية, 1625-1650, متحف المتروبوليتان

ولد جورج في (Vic-sur-Seille) بأبرشية ميتز التي تعتبر ضمنيا جزءاً من الإمبراطورية الرومانية المقدسة، قبل أن تحكمها فرنسا منذ 1552، حيث وجدت وثائق معمودية تؤكد كونه اِبن جون دي لاتور الخباز، وسيبيل موليان المنحدرة من عائلة نبيلة  كان الثاني من بين سبعة أبناء.

## معرض الصور

أعمال بنمط كياروسكورو
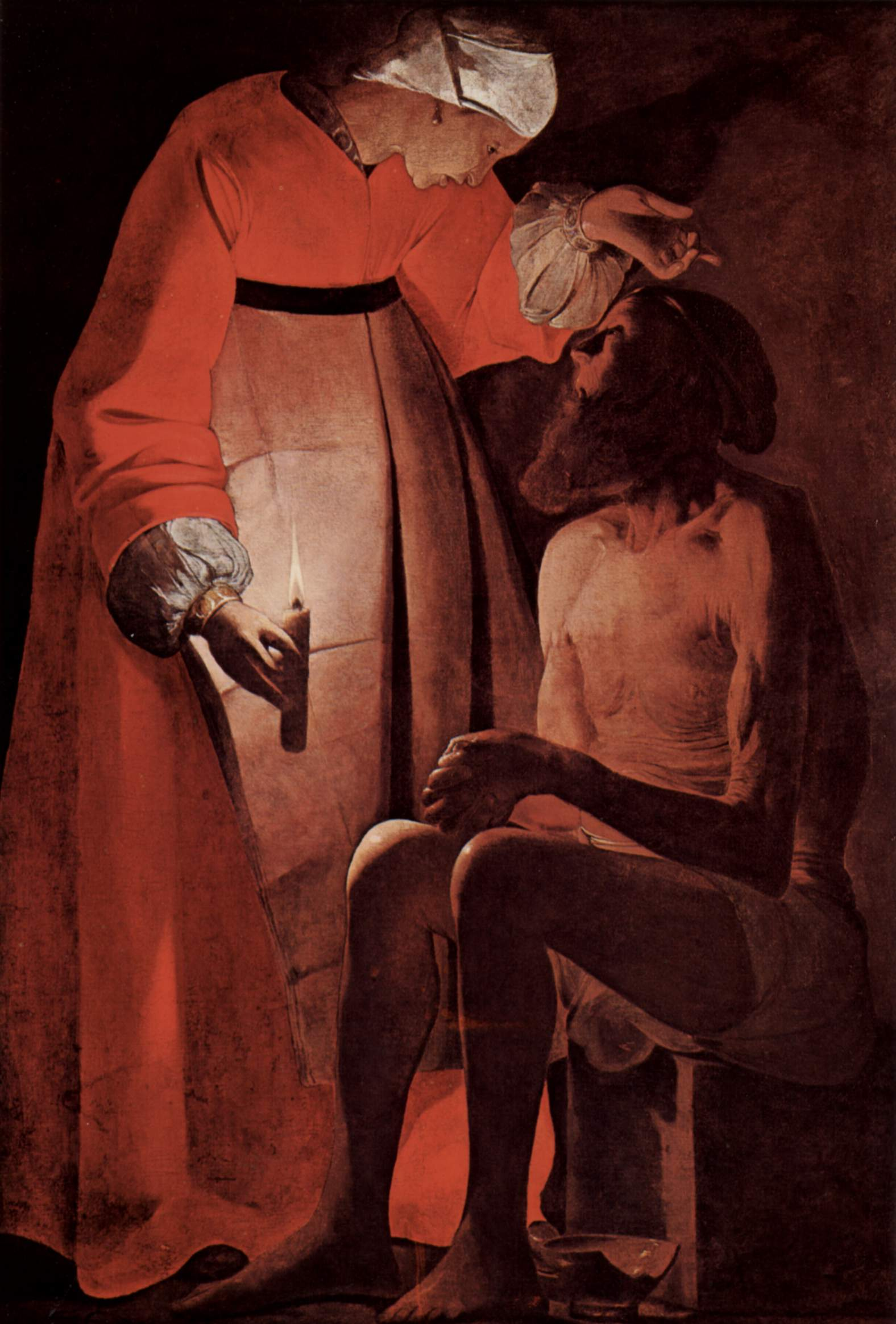
أيوب مع زوجته، 1625–1650.
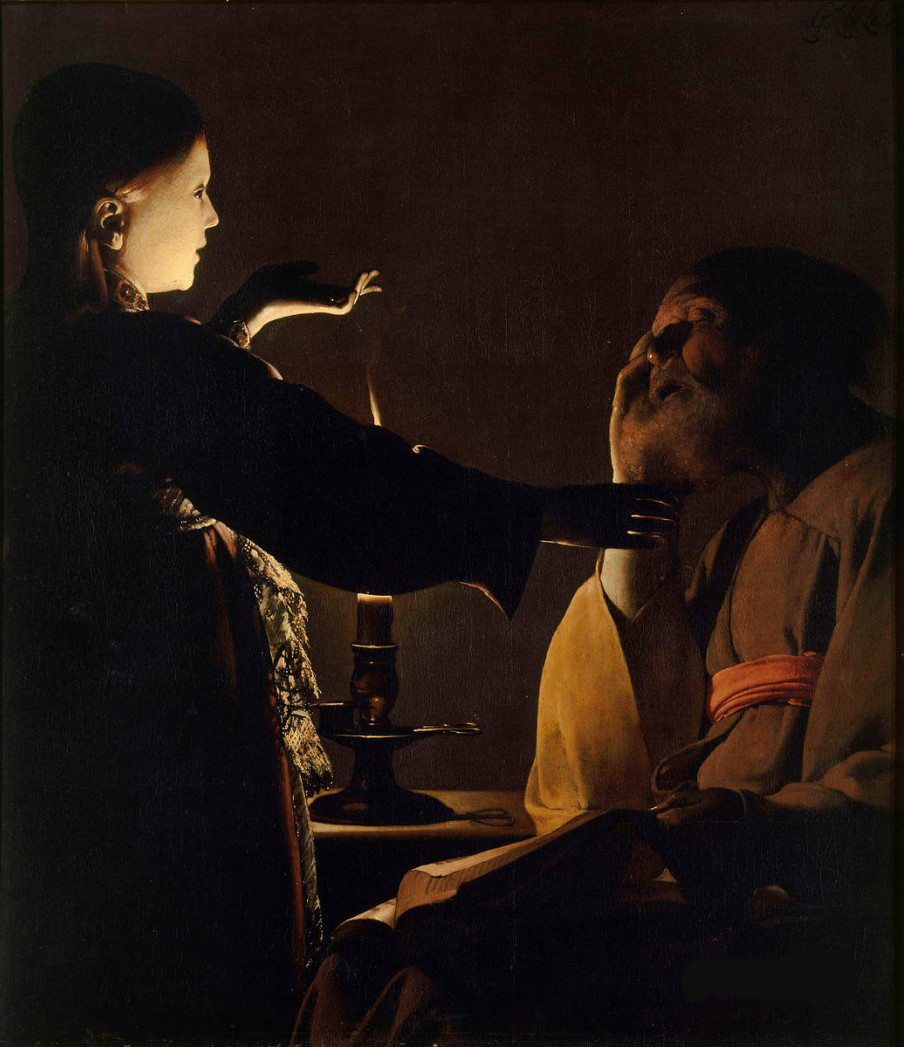
حلم يوسف النجار، 1628–1645، متحف نانت للفنون الجميلة
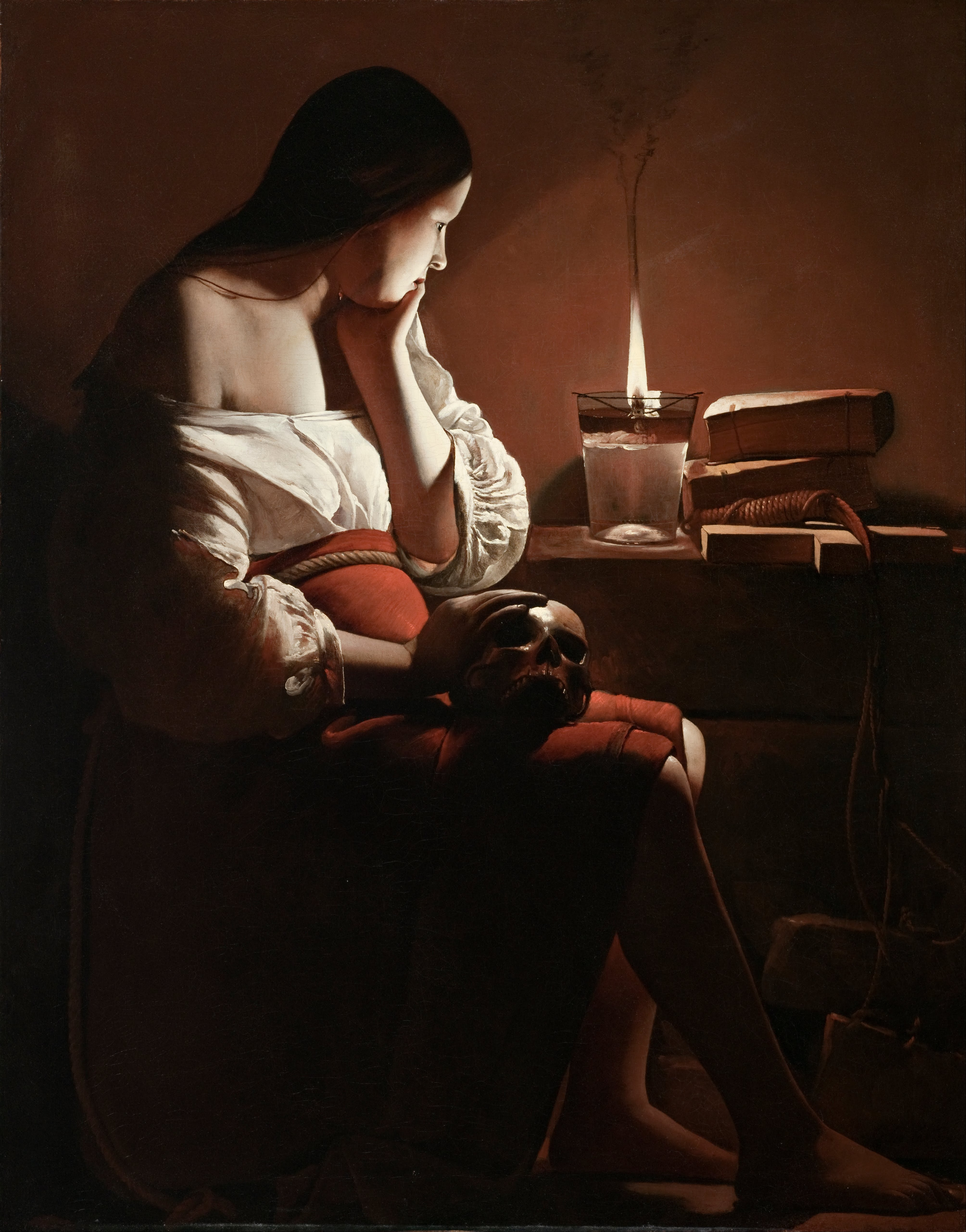
مريم المجدلية وضَوْء الشمعة، 1640، متحف لوس أنجلس للفنون.
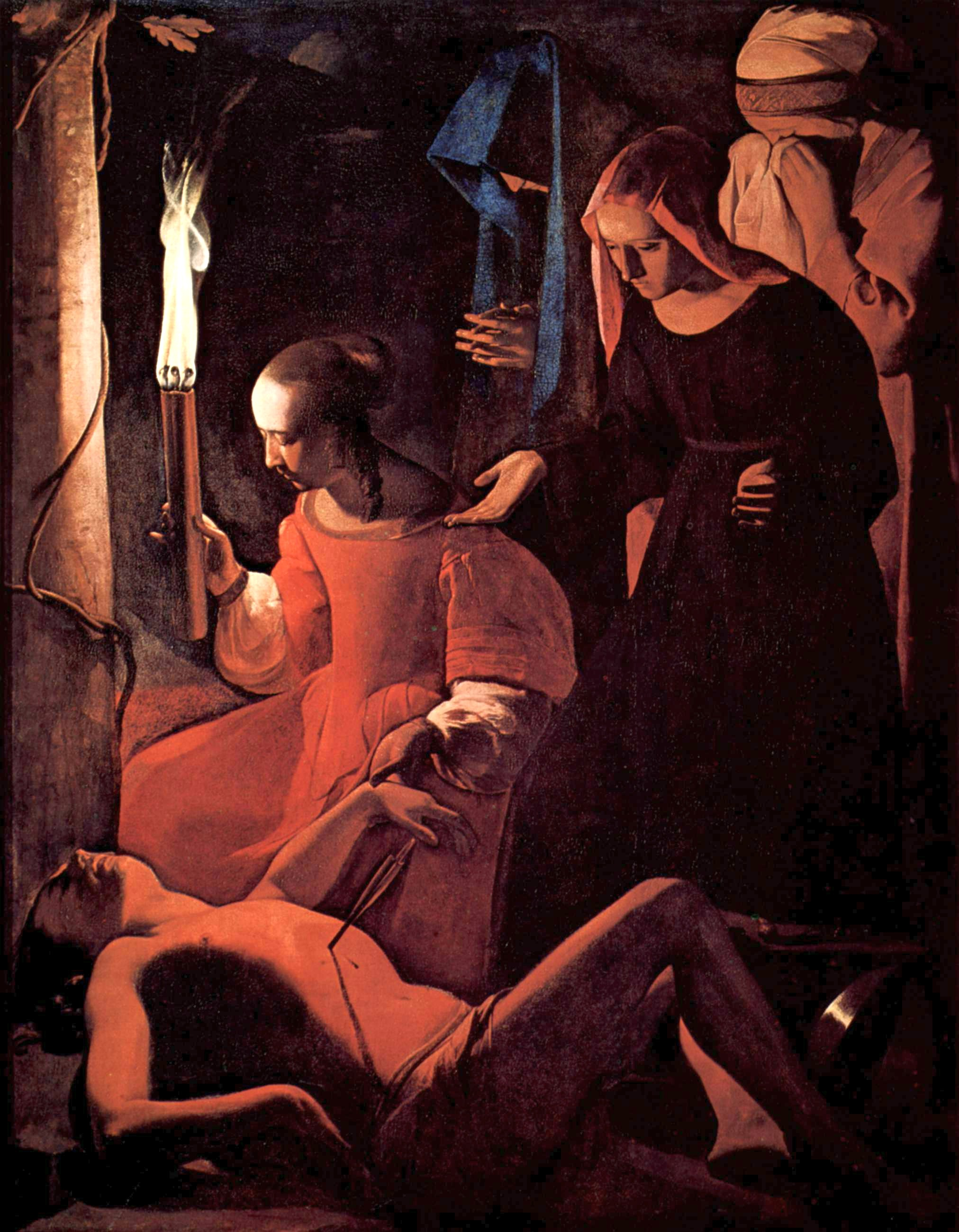
القديسة إيرين تداوي جرح سيباستيان، 1649.
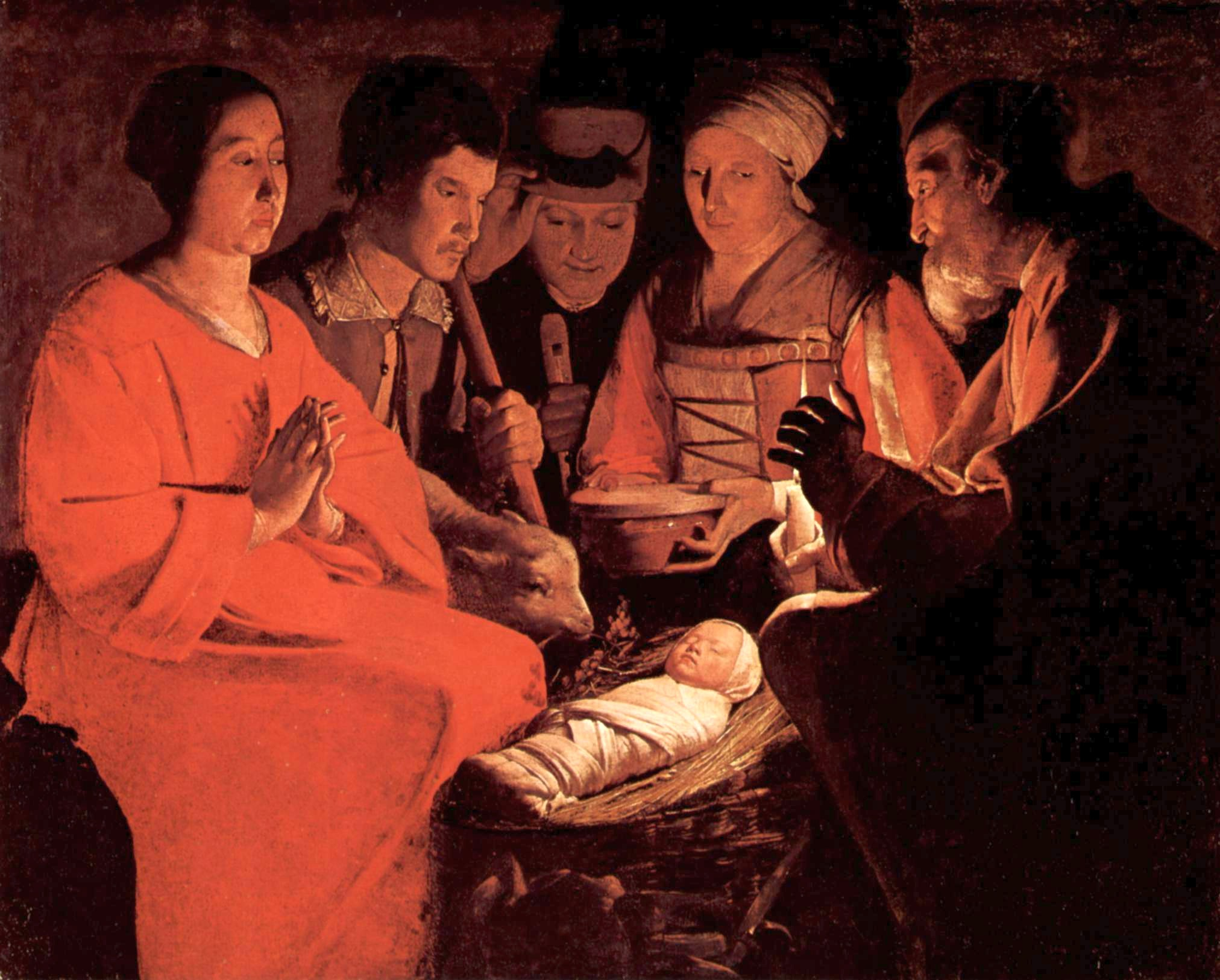
ميلاد يسوع، 1644 اللوفر.
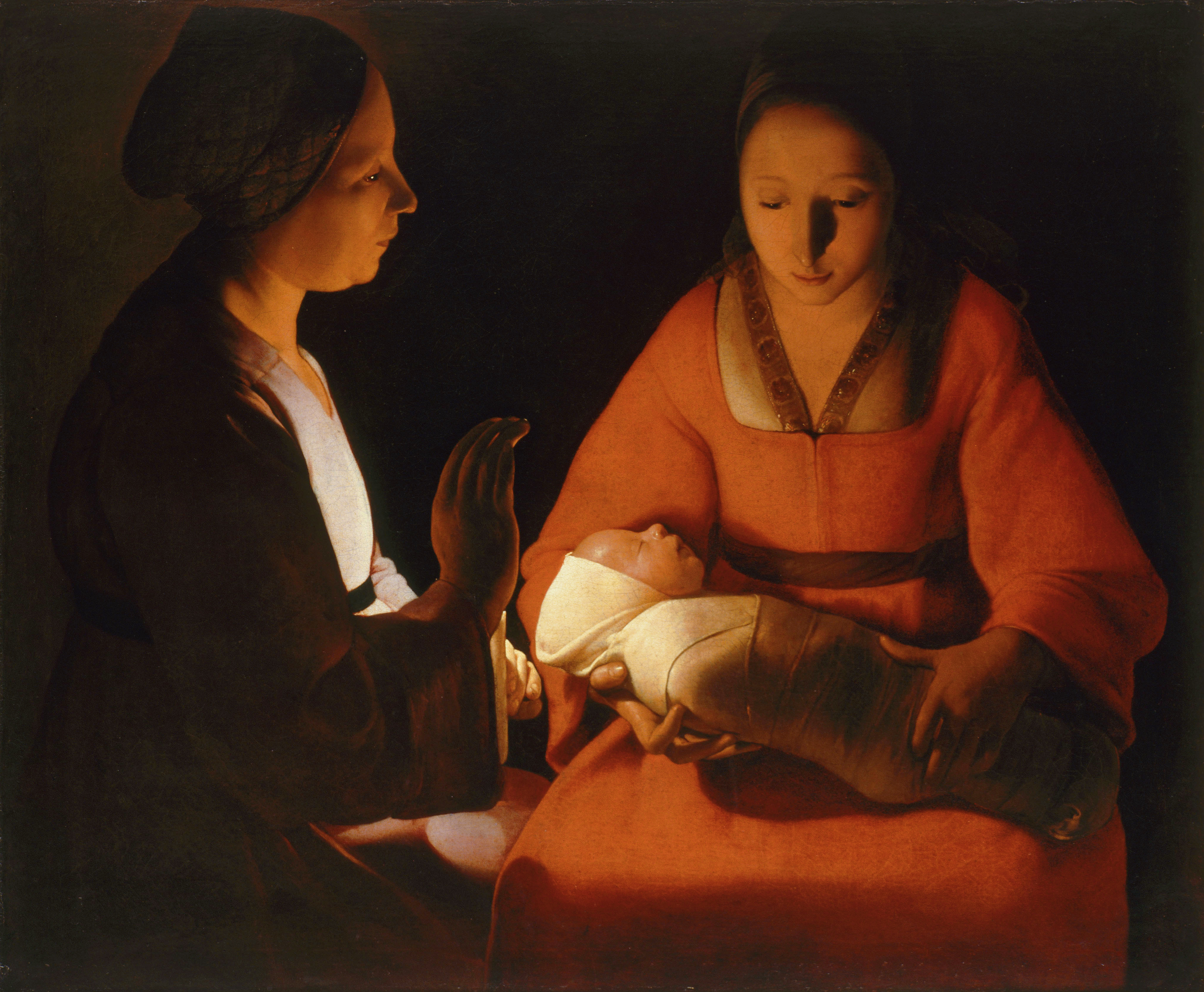
ميلاد يسوع، 1645–1648 متحف الفنون الجميلة في رين.
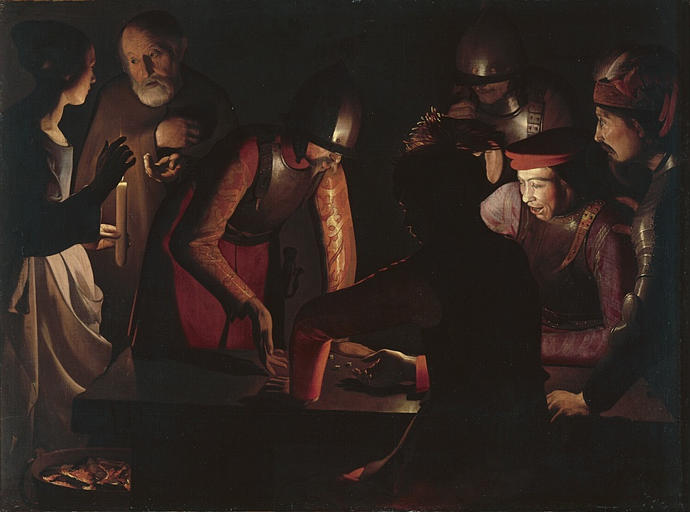
إنكار بطرس، 1651.
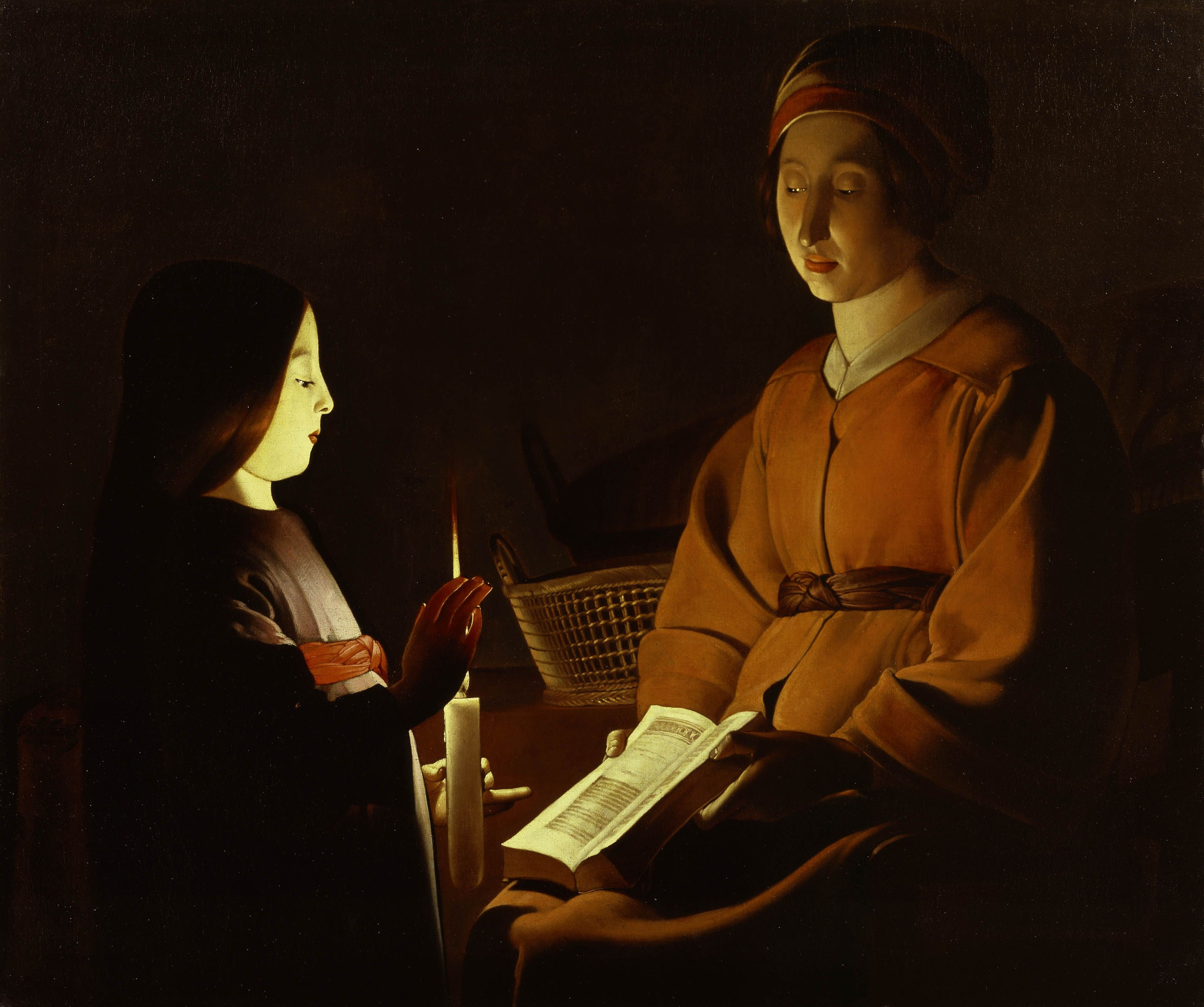
تعليم العذراء.
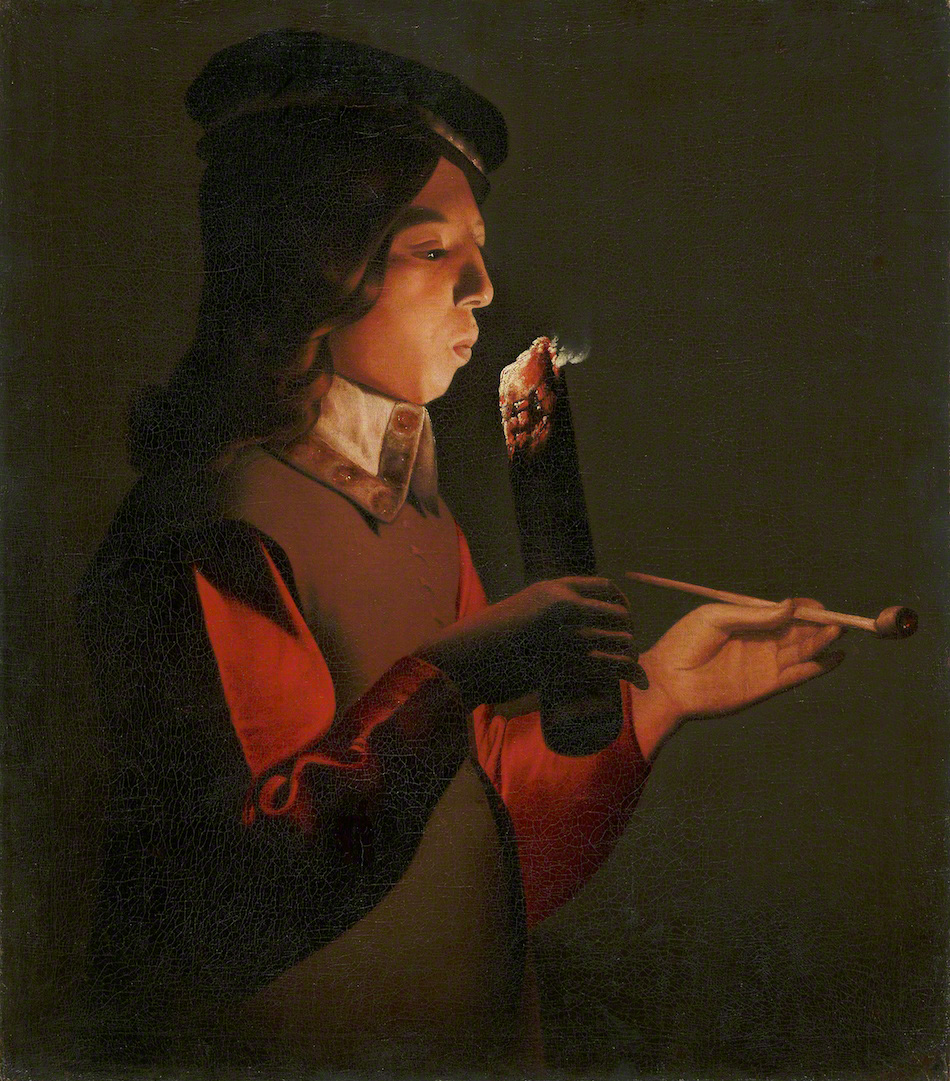
المدخِّن.
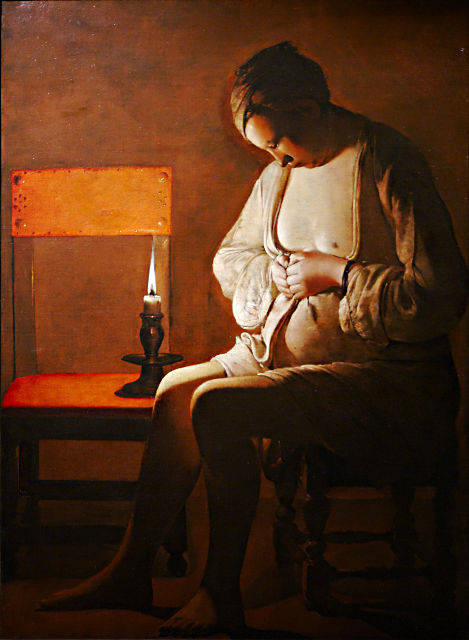
المرأة والبرغوث
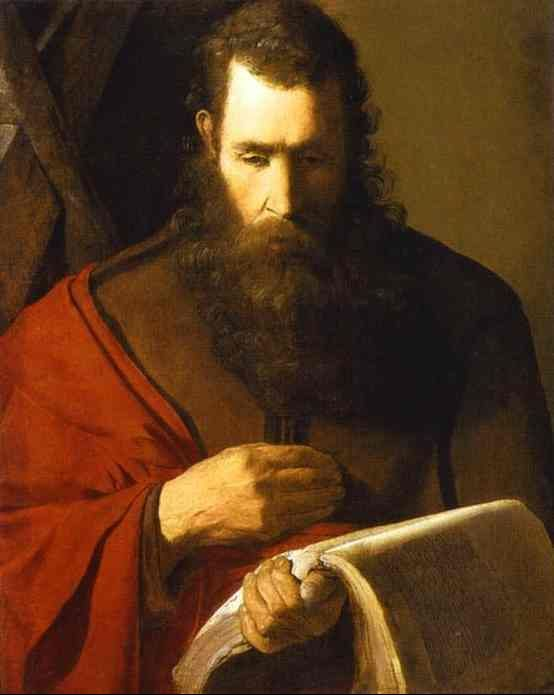
أندراوس.
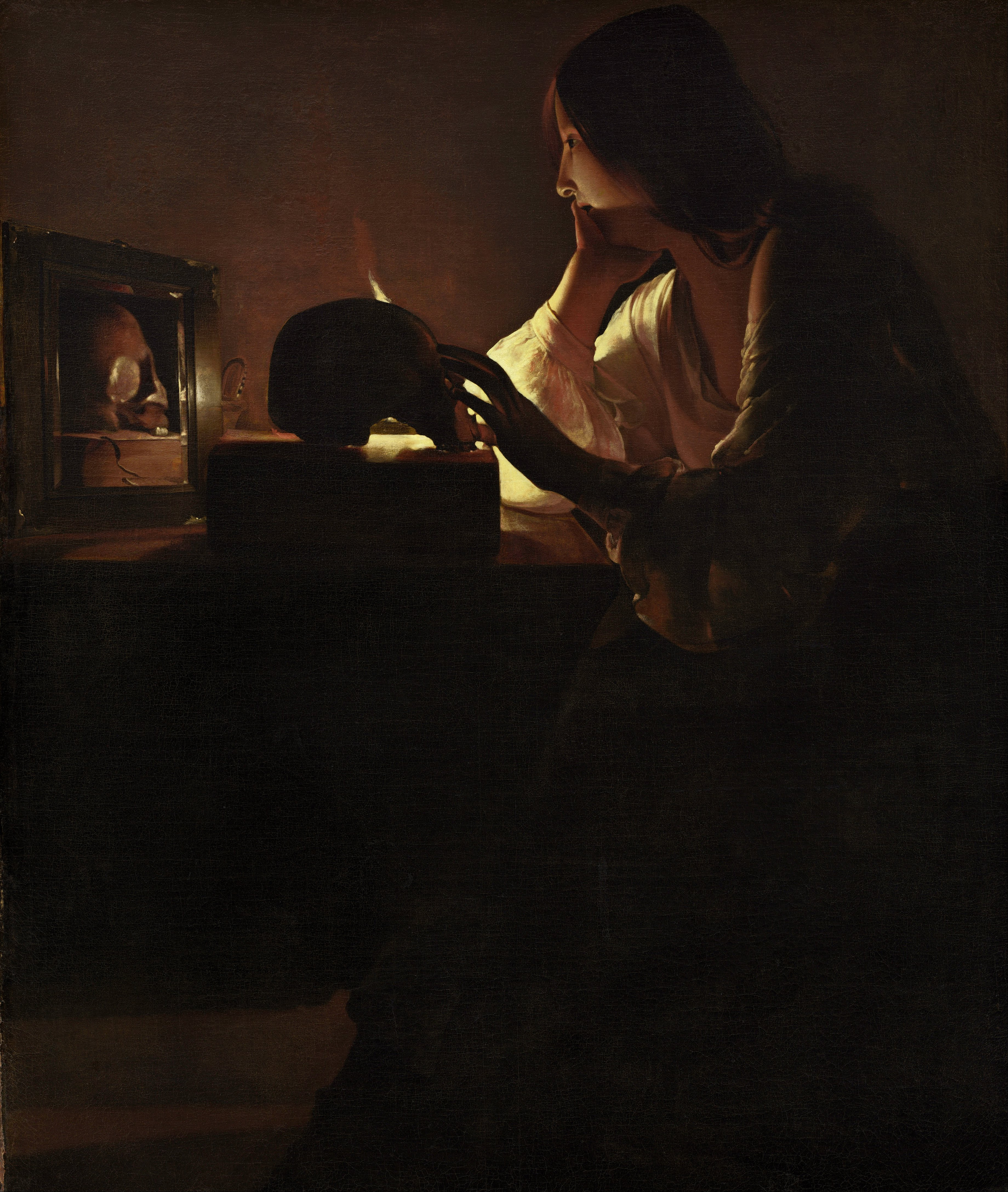
مريم المجدلية.

أعمال أخرى
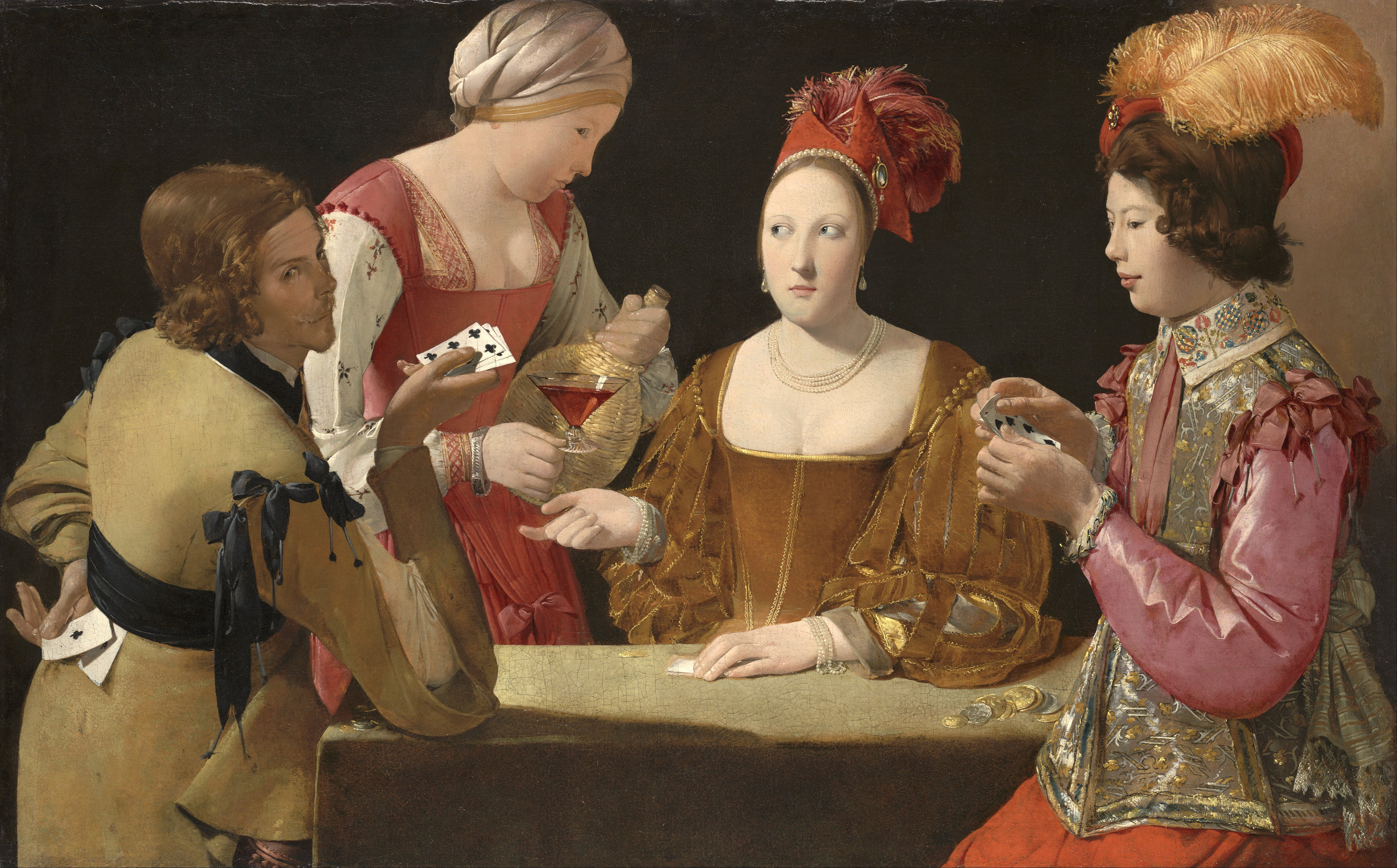
الغش بأكة السباتي 1620، متحف كيمبل للفنون اللوفر.
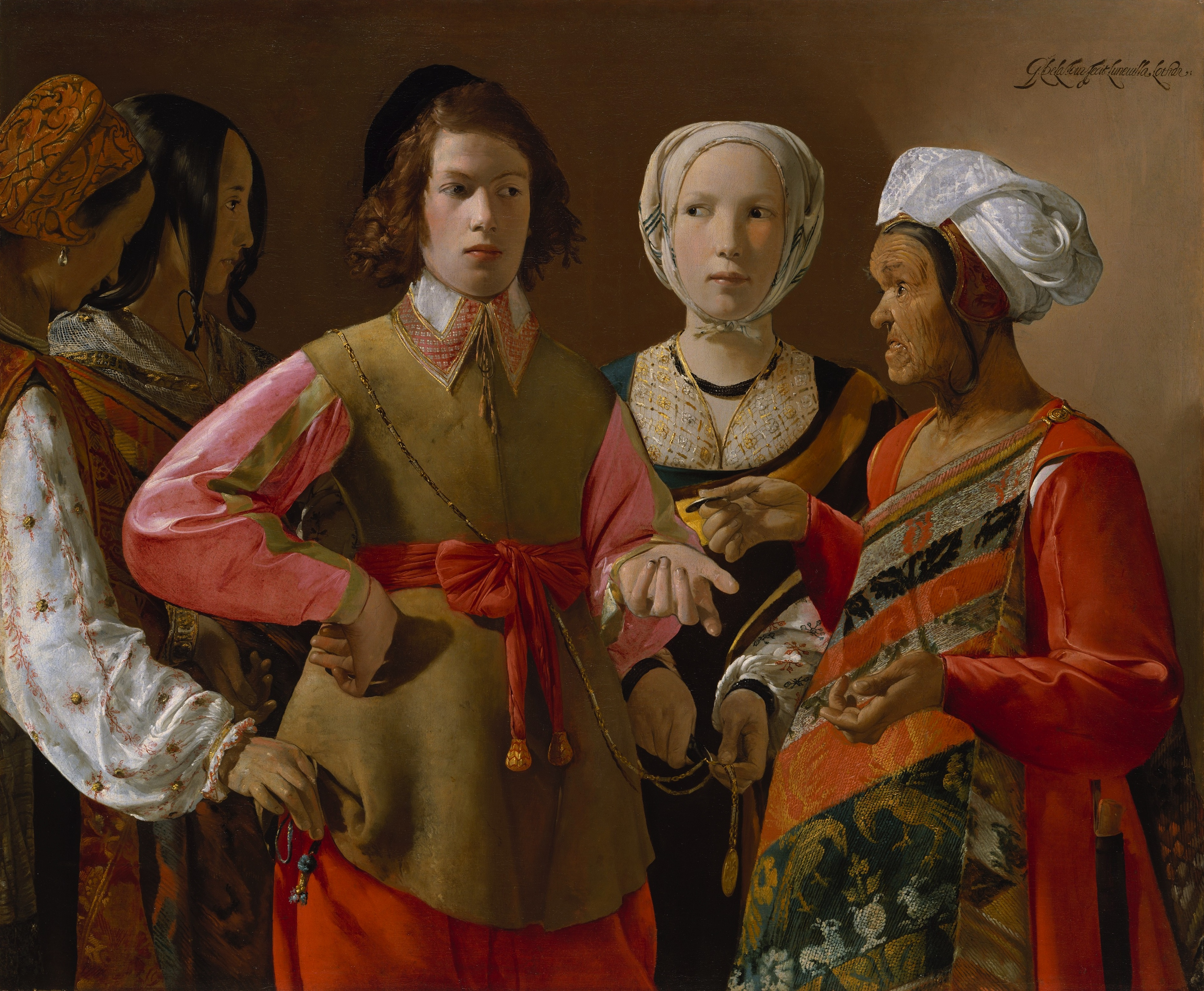
راوية الحكاية 1633–1639, متحف المتروبوليتان للفنون

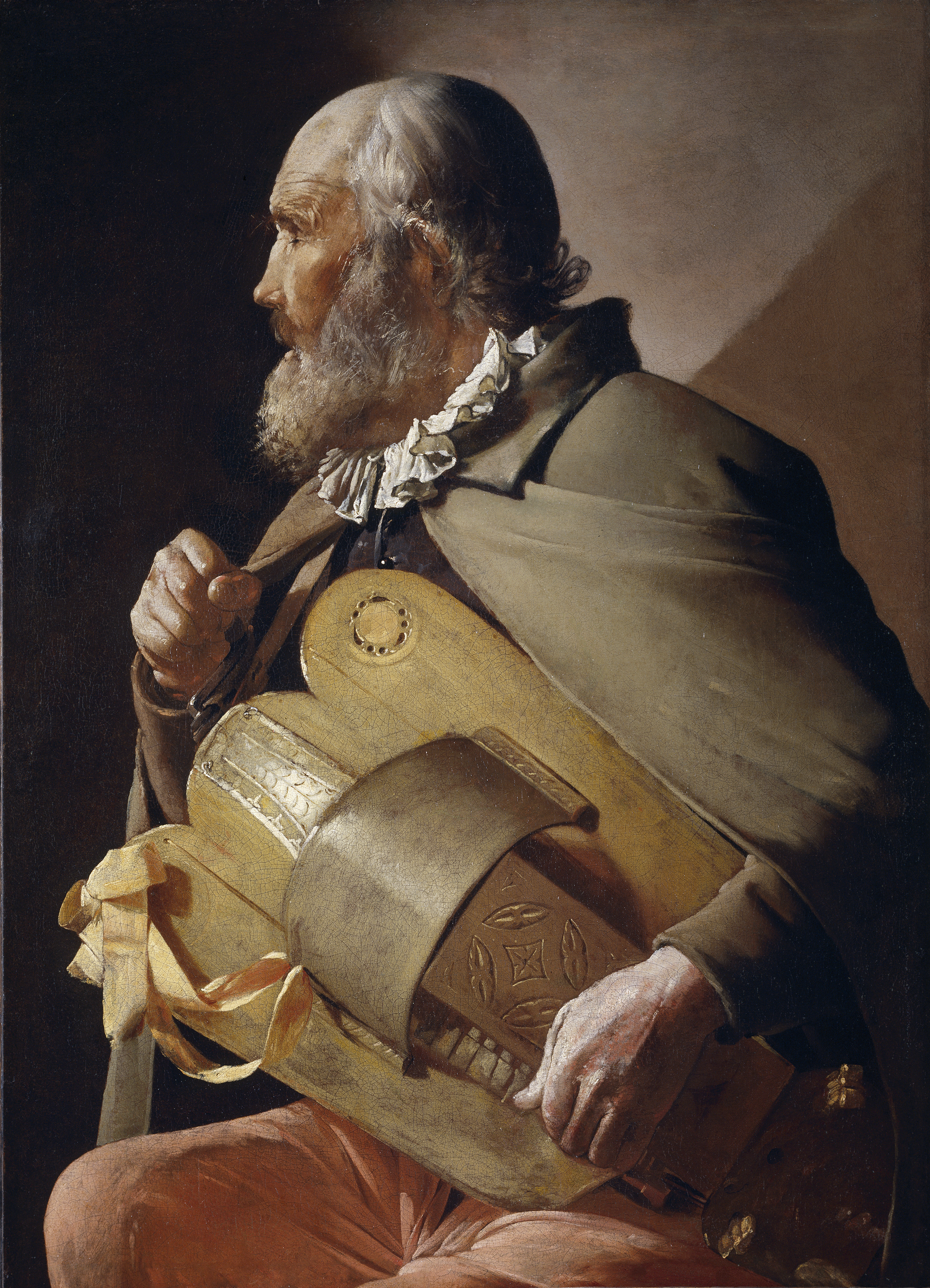
عازف كمان الساق 1610–1630, متحف ديل برادو
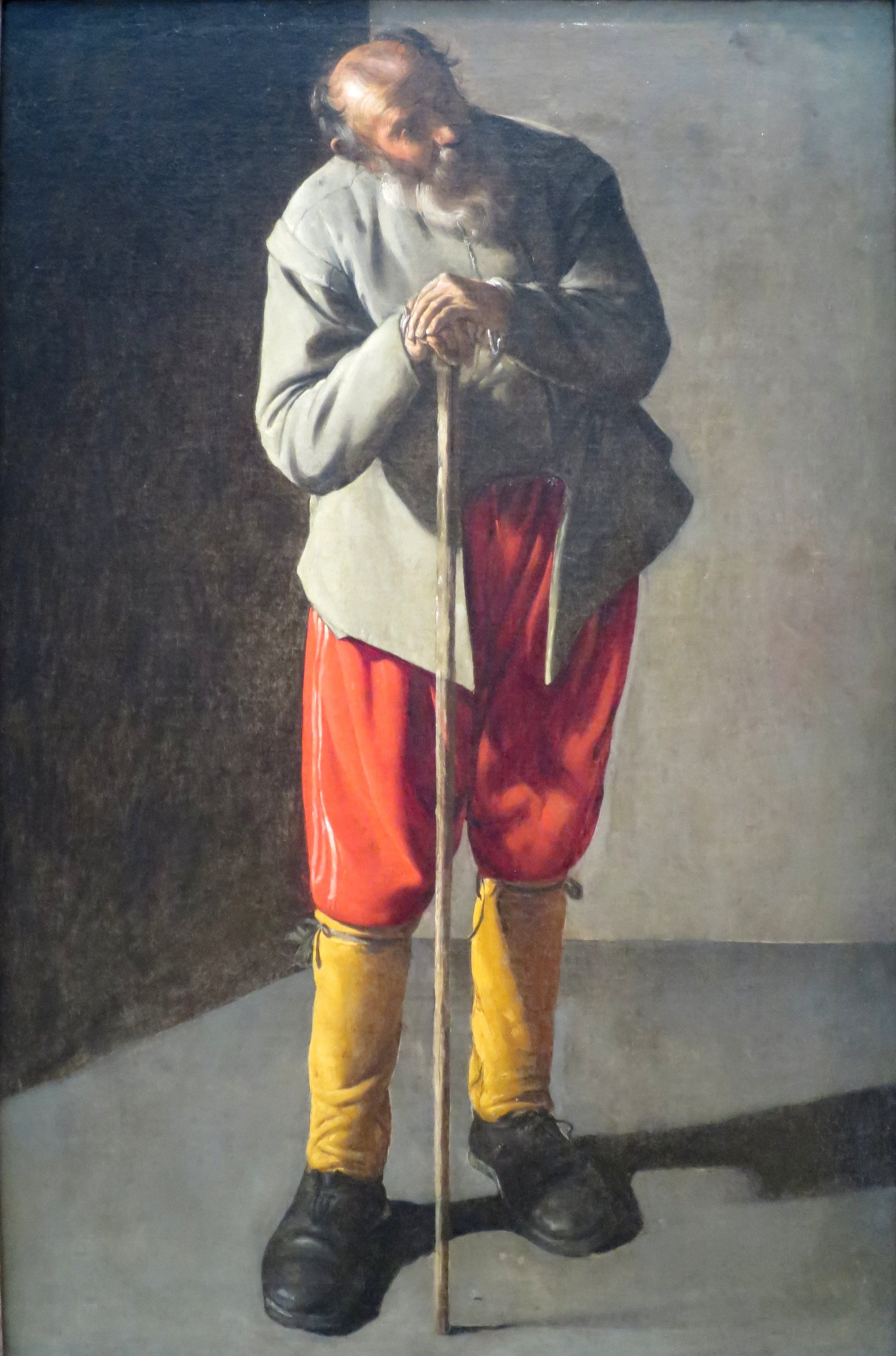
بورتريه لرجل 1624–1650 متحف دي يونغ، سان فرانسيسكو
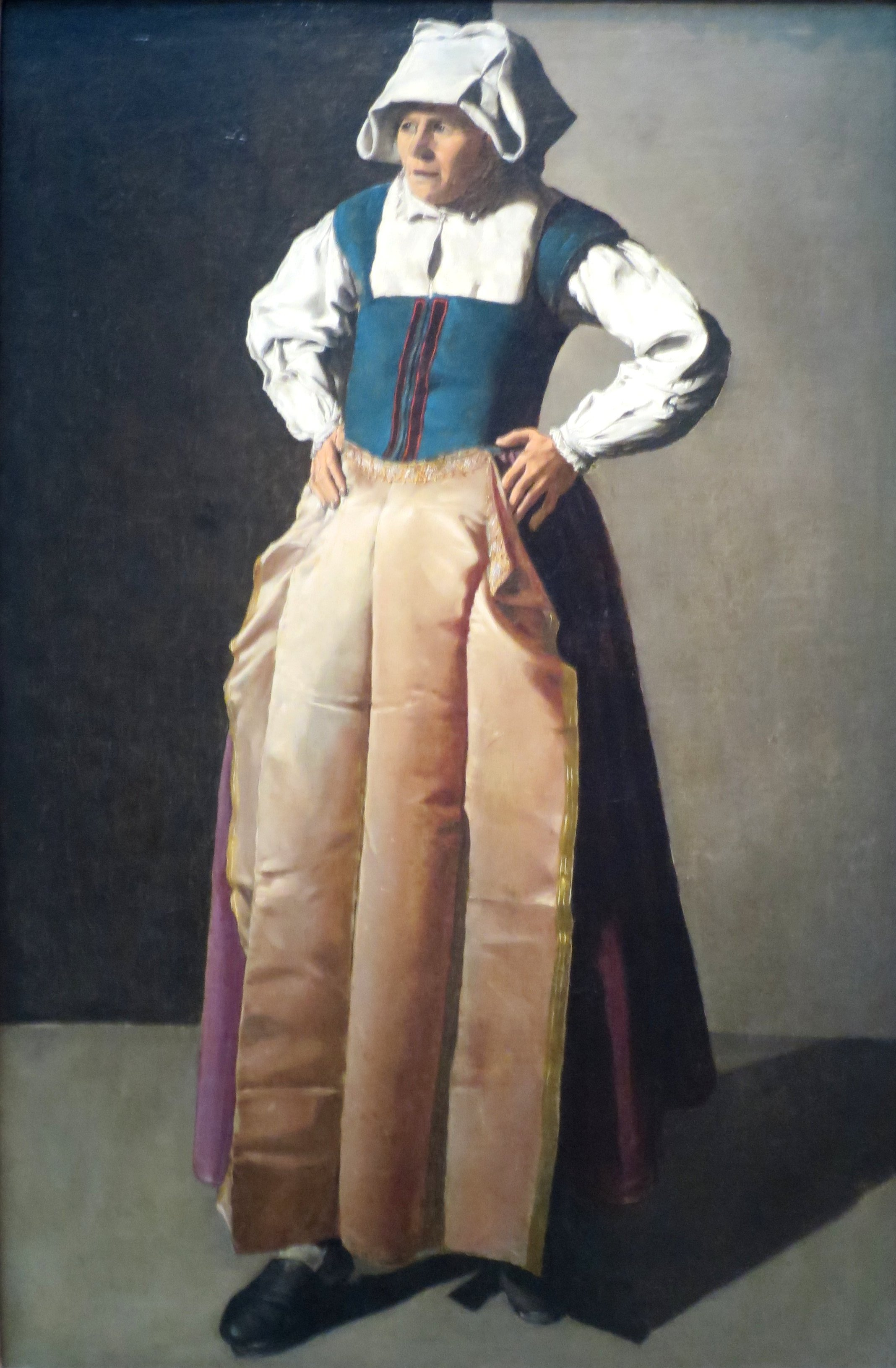
بوتريه إمرأة 1624–1650 متحف دي يونغ، سان فرانسيسكو
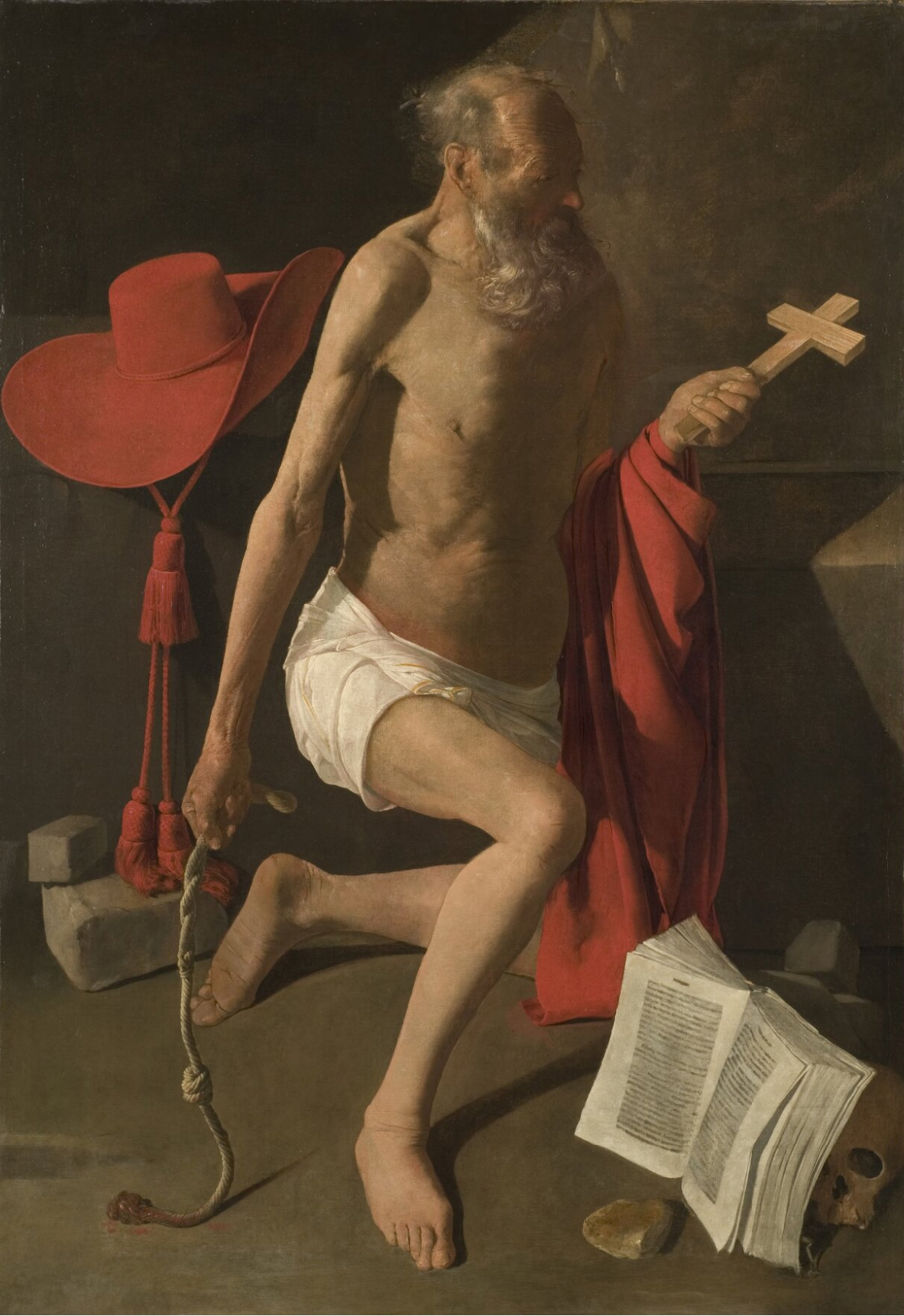
جيروم 1630–1632, المتحف الوطني السويدي، ستوكهولم

## روابط خارجية
- جورج دي لاتور على موقع الموسوعة البريطانية (الإنجليزية)